# كالابار
كالابار هي عاصمة ولاية كروس ريفر، نيجيريا . كانت تسمى في الأصل أكوا أكبا بلغة أفيك. المدينة مجاورة لنهري كالابار وكوا الكبرى وجداول نهر كروس (من دلتا الداخلية).
غالبًا ما توصف كالابار بأنها عاصمة السياحة لنيجيريا، خاصةً بسبب العديد من المبادرات التي نُفذت خلال إدارة دونالد ديوك (1999-2007)، والتي جعلت المدينة أنظف مدينة في نيجيريا وأكثرها صداقة للبيئة. إداريًا، تنقسم المدينة إلى كالابار البلدية وكالابار الجنوبية مناطق الحكم المحلي. تبلغ مساحتها 406 كيلومتر مربع (157 ميل2) ويبلغ عدد سكانها 371022 في تعداد 2006.

## مدينة الميناء

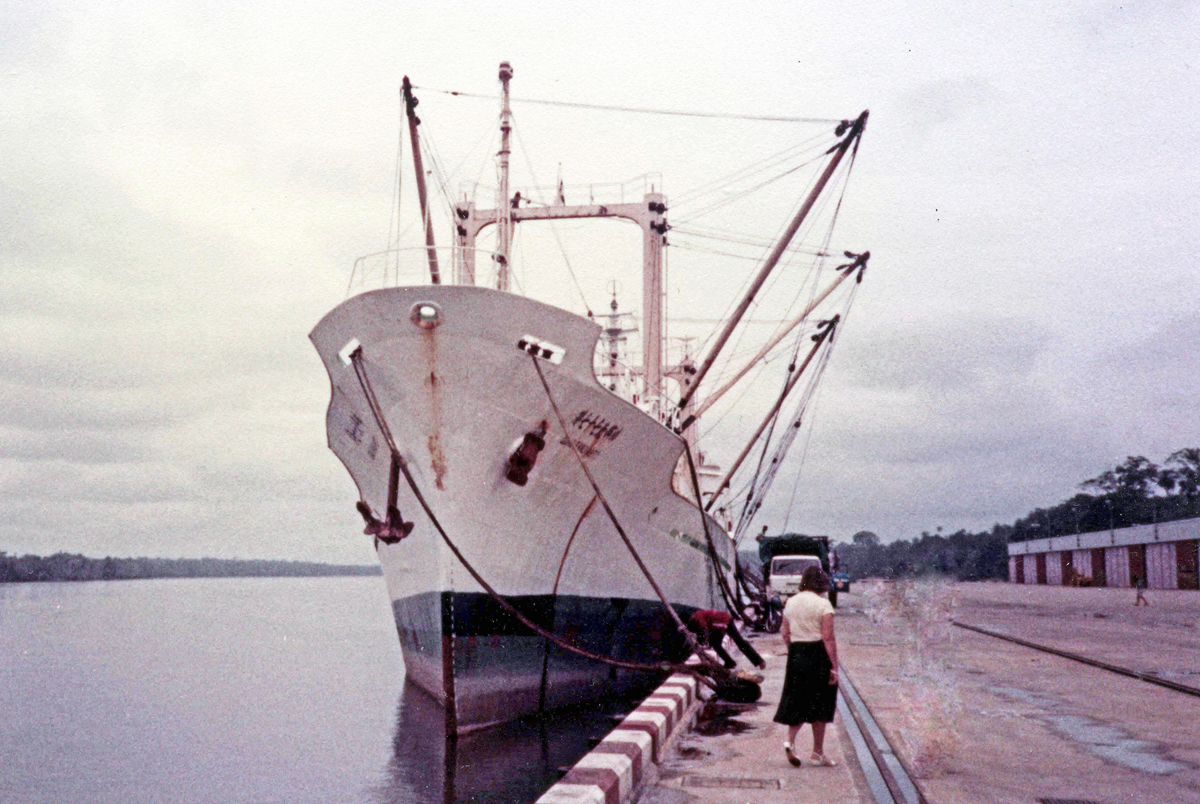
رسو سفينة في ميناء كالابار عام 1981

## مناخ
يصنف مناخ المدينة تحت تصنيف مناخ كوبن ، تتميز كالابار بمناخ موسمي استوائي ( كوبن : صباحا ) مع موسم رطب طويل يمتد عشرة أشهر وموسم جاف قصير يغطي الشهرين المتبقيين. الهارماتان ، الذي يؤثر بشكل كبير على الطقس في غرب إفريقيا ، أقل وضوحًا بشكل ملحوظ في المدينة. درجات الحرارة ثابتة نسبيًا على مدار العام، حيث يتراوح متوسط درجات الحرارة المرتفعة عادةً من 25 إلى 28 درجة مئوية. هناك أيضًا تباين بسيط بين درجة الحرارة أثناء النهار ودرجة الحرارة أثناء الليل، حيث تكون درجات الحرارة في الليل أقل ببضع درجات فقط من درجة الحرارة المرتفعة خلال النهار. يبلغ متوسط كالابار ما يزيد قليلاً عن 3,000 مليمتر (120 بوصة) هطول الأمطار سنويًا.
| البيانات المناخية لـCalabar       | البيانات المناخية لـCalabar | البيانات المناخية لـCalabar | البيانات المناخية لـCalabar | البيانات المناخية لـCalabar | البيانات المناخية لـCalabar | البيانات المناخية لـCalabar | البيانات المناخية لـCalabar | البيانات المناخية لـCalabar | البيانات المناخية لـCalabar | البيانات المناخية لـCalabar | البيانات المناخية لـCalabar | البيانات المناخية لـCalabar | البيانات المناخية لـCalabar |
| الشهر                             | يناير                       | فبراير                      | مارس                        | أبريل                       | مايو                        | يونيو                       | يوليو                       | أغسطس                       | سبتمبر                      | أكتوبر                      | نوفمبر                      | ديسمبر                      | المعدل السنوي               |
| --------------------------------- | --------------------------- | --------------------------- | --------------------------- | --------------------------- | --------------------------- | --------------------------- | --------------------------- | --------------------------- | --------------------------- | --------------------------- | --------------------------- | --------------------------- | --------------------------- |
| الدرجة القصوى °م (°ف)             | 33.9 (93.0)                 | 36.1 (97.0)                 | 37.2 (99.0)                 | 35.0 (95.0)                 | 33.9 (93.0)                 | 32.8 (91.0)                 | 31.7 (89.1)                 | 31.7 (89.1)                 | 31.7 (89.1)                 | 32.2 (90.0)                 | 32.8 (91.0)                 | 33.3 (91.9)                 | 37.2 (99.0)                 |
| متوسط درجة الحرارة الكبرى °م (°ف) | 31.2 (88.2)                 | 32.3 (90.1)                 | 32.1 (89.8)                 | 31.4 (88.5)                 | 30.9 (87.6)                 | 29.2 (84.6)                 | 27.6 (81.7)                 | 27.5 (81.5)                 | 28.2 (82.8)                 | 29.4 (84.9)                 | 30.4 (86.7)                 | 31.0 (87.8)                 | 30.1 (86.2)                 |
| المتوسط اليومي °م (°ف)            | 26.0 (78.8)                 | 26.7 (80.1)                 | 26.5 (79.7)                 | 26.2 (79.2)                 | 26.0 (78.8)                 | 25.0 (77.0)                 | 24.0 (75.2)                 | 24.0 (75.2)                 | 24.3 (75.7)                 | 24.9 (76.8)                 | 25.5 (77.9)                 | 25.9 (78.6)                 | 25.4 (77.7)                 |
| متوسط درجة الحرارة الصغرى °م (°ف) | 22.4 (72.3)                 | 22.8 (73.0)                 | 23.1 (73.6)                 | 23.0 (73.4)                 | 22.9 (73.2)                 | 22.5 (72.5)                 | 22.1 (71.8)                 | 22.2 (72.0)                 | 22.2 (72.0)                 | 22.2 (72.0)                 | 22.4 (72.3)                 | 22.3 (72.1)                 | 22.5 (72.5)                 |
| أدنى درجة حرارة °م (°ف)           | 16.7 (62.1)                 | 16.7 (62.1)                 | 20.0 (68.0)                 | 20.6 (69.1)                 | 20.0 (68.0)                 | 20.0 (68.0)                 | 19.4 (66.9)                 | 18.9 (66.0)                 | 20.0 (68.0)                 | 19.4 (66.9)                 | 19.4 (66.9)                 | 17.7 (63.9)                 | 16.7 (62.1)                 |
| معدل هطول الأمطار مم (إنش)        | 38 (1.5)                    | 76 (3.0)                    | 158 (6.2)                   | 218 (8.6)                   | 313 (12.3)                  | 411 (16.2)                  | 455 (17.9)                  | 419 (16.5)                  | 421 (16.6)                  | 328 (12.9)                  | 191 (7.5)                   | 48 (1.9)                    | 3٬076 (121.1)               |
| متوسط الأيام الممطرة (≥ 0.3 mm)   | 3                           | 4                           | 11                          | 14                          | 17                          | 20                          | 22                          | 24                          | 22                          | 19                          | 12                          | 5                           | 173                         |
| متوسط الرطوبة النسبية (%)         | 84                          | 82                          | 85                          | 87                          | 88                          | 90                          | 92                          | 92                          | 92                          | 90                          | 89                          | 85                          | 88                          |
| ساعات سطوع الشمس الشهرية          | 167.4                       | 146.9                       | 108.5                       | 135.0                       | 136.4                       | 129.0                       | 55.8                        | 49.6                        | 60.0                        | 105.4                       | 135.0                       | 176.7                       | 1٬405٫7                     |
| ساعات سطوع الشمس اليومية          | 5.4                         | 5.2                         | 3.5                         | 4.5                         | 4.4                         | 4.3                         | 1.8                         | 1.6                         | 2.0                         | 3.4                         | 4.5                         | 5.7                         | 3.8                         |
| المصدر: الأرصاد الجوية الألمانية  |                             |                             |                             |                             |                             |                             |                             |                             |                             |                             |                             |                             |                             |

## روابط خارجية
- جامعة كالابار نسخة محفوظة 2 نوفمبر 2013 على موقع واي باك مشين.